# Daniel Willems
Daniel Willems (Herentals, 16 agosto 1956 – Vorselaar, 2 settembre 2016) è stato un ciclista su strada e dirigente sportivo belga.
Professionista dal 1978 al 1985, vinse una Parigi-Tours, una Freccia Vallone e quattro tappe al Tour de France.
Nel suo palmarès figurano anche la vittoria delle classifiche generali di Giro del Belgio e Quatre Jours de Dunkerque, oltre che numerose semi-classiche. Al suo attivo conta anche tre partecipazioni ai Campionati del mondo e un piazzamento nei primi dieci nella classifica generale del Tour de France (nel 1982).

## Carriera
Eccellente dilettante, vinse molto nella categoria, fece parte della spedizione belga ai Giochi olimpici di Montréal nel quartetto impegnato nella 100 km a squadre. Riuscì a mettersi in evidenza fra i dilettanti sia nelle volate sia nelle prove a cronometro.
Passato professionista nell'agosto 1978 con la Ijsboerke-Gios, nel 1979 raccolse numerosi risultati nelle brevi corse a tappe d'Europa, vinse infatti il Giro del Belgio e la Quatre Jours de Dunkerque e fu secondo nella Vuelta a Andalucia, terzo al Giro dei Paesi Bassi e quinto alla Parigi-Nizza e alla Tre Giorni di La Panne. Anche nelle classiche che mise in mostra le sue doti. Oltre a vincere Freccia del Brabante e Grote Scheldeprijs salì sui podi di Giro delle Fiandre e Liegi-Bastogne-Liegi e conseguì piazzamenti nelle primissime posizioni in Parigi-Tours (quarto), Gand-Wevelgem, Campionato di Zurigo (in entrambe sesto) e Milano-Sanremo (ottavo).
Nel 1980 vinse la classifica generale della Vuelta a Andalucía oltre a due frazioni, mentre al Giro del Belgio non gli riuscì la difesa del titolo che dovette cedere per poco più di un minuto all'olandese Gerrie Knetemann. In questa stagione raccolse molti successi nelle kermesse e nei criterium tipici del Belgio e si aggiudicò un'altra semi-classica nazionale, il Ronde van Limburg. Ben figurò anche nella Campagna del Nord, con due onorevoli settimi posto a Parigi-Roubaix e Amstel Gold Race; tuttavia fu in terra Svizzera che ottenne i migliori risultati della stagione. Difatti oltre a un quinto posto nel Campionato di Zurigo e il nono nella generale del Tour de Romandie ottenne ben sei, prologo compreso, affermazioni di tappa consecutive al Tour de Suisse. Chiuderà la rassegna elvetica in quinta posizione assoluta, portando a casa anche la vittoria della speciale classifica a punti. A fine stagione vincerà la sua prima importante classica, la Parigi-Tours.
Nel 1981 vinse una importante corsa in linea, la Freccia Vallone battendo Adrie van der Poel in una volata a ranghi compatti. Sali inoltre sul podio di Campionato di Zurigo e Rund um der Henninger Turm - Frankfurt. Prese inoltre parte al suo primo Tour de France che però non portò a termine, ma dove riuscì ad aggiudicarsi ben due frazioni.
Stessa fortuna, nella Grande Boucle la ebbe nell'annata successiva, in più oltre a terminare la competizione riuscì a piazzarsi in settima posizione nella classifica generale vinta da Bernard Hinault. In questa stagione nelle brevi corse a tappe raccolse molti risultati, sia con vittorie di tappa sia con buoni piazzamenti nelle classifiche finali, fra i quali vanno menzionati il secondo posto alla Tre Giorni di La Panne, ed il sesto alla Tirreno-Adriatico. Nelle corse in linea fu secondo a Le Samyn e terzo alla E3 Harelbeke. Questa del 1982 fu tuttavia l'ultimo anno in cui Willems riuscì a realizzare importanti risultati. Seguiranno infatti stagioni più opache fino al ritiro definitivo nel 1985.
Nel 1983 sfiorò la vittoria nella sesta tappa del Tour e, nuovamente, non portò a termine la competizione. Stessa sorte la ebbe alla Vuelta a España, alla prima, e unica, partecipazione. Nel 1984 finì il Giro d'Italia, anche qui si trattò della sua prima ed unica partecipazione; due quinti posti, nella quindicesima e ventiduesima tappa furono i suoi migliori piazzamenti.

## Palmarès
- 1976 (Dilettanti, tre vittorie)

Campionati belgi militari, Prova in linea
2ª tappa, 1ª semitappa Ronde van de Kempen (Merksplas > Merksplas)
8ª tappa, 2ª semitappa Ronde van de Kempen (Hoogstraten, cronometro)
- 1977 (Dilettanti, nove vittorie)

Campionati belgi dilettanti, Prova in linea
Bruxelles-Zepperen
Seraing-Aachen-Seraing
Rund um Duren
Prix Wevelgem
Omloop der Vlaamse Gewesten amateurs
Classifica generale Ruban Granitier Breton - Tour de Bretagne
Prologo Tour du Limbourg dilettanti, (Zolder, cronometro)
Prologo Tour du Hainaut Occidental dilettanti (Péruwelz, cronometro)
- 1978 (Dilettanti/Ijsboerke, quattordici vittorie)

Kampioenschap van Vlaanderen - Koolskamp
Circuit du Hainaut
Grote Prijs Stad Zottegem
Grand Prix Eugeen Roggeman - Stekene
Omloop Het Volk voor beloften en elite z/c
Campionato provinciale di Anversa dilettanti
Prix Torhout dilettanti
Classifica generale Tweedaagse van de Gaverstreek
2ª tappa Tour de la Provincie de Liège (Hannut > Welkenraedt)
4ª tappa, 2ª semitappa Tour de la Provincie de Liège (La Clamine > Soumagne)
5ª tappa, 1ª semitappa Tour de la Provincie de Liège (Soumagne, cronometro)
Classifica generale Tour de la Provincie de Liège
1ª tappa, 1ª semitappa Tour du Limbourg dilettanti (Hasselt > Mol)
2ª tappa, 2ª semitappa Tour du Limbourg dilettanti (Leopoldsburg, cronometro)
- 1979 (Ijsboerke, undici vittorie)

Freccia del Brabante
Grote Scheldeprijs
Gran Premio di Francoforte
Circuit de Flandre orientale
Purnode-Yvoir
Polders-Campine
Circuit de la Vallée de la Lys
4ª tappa, 2ª semitappa Giro del Belgio (Verviers, cronometro)
Classifica generale Giro del Belgio
4ª tappa, 2ª semitappa Quatre Jours de Dunkerque (Villeneuve d'Ascq, cronometro)
Classifica generale Quatre Jours de Dunkerque
- 1980 (Ijsboerke, tredici vittorie)

Parigi-Tours
Tour du Limbourg
Circuit de l'Aulne
3ª tappa Vuelta a Andalucia (Adra → Granada)
5ª tappa, 1ª semitappa Vuelta a Andalucia (Fuengirola > Marbella, cronometro)
Classifica generale Vuelta a Andalucia - Ruta Ciclista del Sol
Prologo Tour de Suisse (Rheinfelden, cronometro)
1ª tappa Tour de Suisse (Rheinfelden > Widnau)
2ª tappa Tour de Suisse (Widnau > Boncourt)
3ª tappa Tour de Suisse (Wettingen > Boncourt)
4ª tappa, 1ª semitappa Tour de Suisse (Boncourt > Basilea)
4ª tappa, 2ª semitappa Tour de Suisse (Basilea, cronometro)
5ª tappa Giro del Belgio (Beringen > Liegi)
- 1981 (Capri Sonne, undici vittorie)

Freccia Vallone
Critérium des As
Grand Prix d'Antibes
11ª tappa Tour de France (Besançon > Thonon-les-Bains)
19ª tappa Tour de France (Veurey-Voroize > Saint-Priest)
1ª tappa Setmana Catalana de Ciclisme (Llisa de Munt > Gerona)
3ª tappa Setmana Catalana de Ciclisme (Andorra > Tarragona)
4ª tappa Setmana Catalana de Ciclisme (Arco de Barra > Esparraguera)
5ª tappa Grand Prix du Midi Libre (La Primaude > Lézignan)
3ª tappa Tour de l'Aude (Carcassonne > Carcassonne)
1ª tappa, 1ª semitappa Giro del Belgio (Quiévrain, cronometro)
- 1982 (Boule d'Or, sette vittorie)

Grand Prix Eddy Merckx (cronometro)
3ª tappa Tour de France (Nancy > Longwy)
20ª tappa Tour de France (Sens > Aulnay-sous-Bois)
1ª tappa Tour Midi-Pyrénées (Castres > Valence d'Agen)
2ª tappa Tour Midi-Pyrénées (Valence d'Agen > Auch)
3ª tappa Tre Giorni di La Panne (De Panne > De Panne)
1ª tappa Quatre Jours de Dunkerque (Dunkerque > Dunkerque)

### Altri successi
- 1979 (Ijsboerke, quattro vittorie)

Classifica a punti Ronde van Nederland
Challenge Boule d'Or-Clicteur
Kermesse di Zele
Kermesse di Herselt
- 1980 (Ijsboerke, undici vittorie)

Classifica a punti Tour de Suisse
Classifica a punti Parigi-Nizza
Nieuwmoer - Kalmthout (Criterium)
Grand Prix Frans Melckenbeeck - Lede (Kermesse)
Omloop van Duin en Polde - De Haan (Kermesse)
Prix d'Humbeek (Kermesse)
Prix d'Oostkamp (Kermesse)
Criterium di Zingem
Criterium di Viane
Kermesse di Rummen
Kermesse di Moerbeke
- 1981 (Capri Sonne, sette vittorie)

Grand Prix der Haspa Hamburg-Volksdorf (Criterium, ex aequo con Dietrich Thurau)
Grand Prix Bruxelles - Neder-Over-Heembeek (Criterium)
Criterium di Bilzen
Criterium di Wielsbeke
Kermesse di Booischot
Kermesse di Heist-op-den-Berg
- 1982 (Boule d'Or, quattro vittorie)

Criterium di Partinico
Criterium di Ronse
Kermesse di Herselt
Kermesse di Kruishoutem
- 1983 (Boule d'Or, due vittorie)

Criterium di Buggenhout
Kermesse di Moerbeke

## Piazzamenti

### Grandi Giri
- Tour de France

1981: ritirato (alla 21ª tappa)
1982: 7º
1983: ritirato (alla 17ª tappa)
- Giro d'Italia

1984: 71º
- Vuelta a España

1983: ritirato (alla ?ª tappa)

### Classiche monumento
- Milano-Sanremo

1979: 8º
1981: 15º
1982: 48º
1983: 64º
- Giro delle Fiandre

1979: 3º
1981: 10º
1982: 24º
- Parigi-Roubaix

1980: 7º
1981: 20º
1983: 11º
- Liegi-Bastogne-Liegi

1979: 3º
1983: 20º

### Competizioni mondiali
- Campionati del mondo su strada

San Cristóbal 1977 - In linea Dilettanti: 19º
Valkenburg 1979 - In linea: ?
Sallanches 1980 - In linea: ritirato
Praga 1981 - In linea: ?
- Giochi olimpici

Montréal 1976 - Cronometro a squadre: 13º